# Cantsfield
Cantsfield – osada w Anglii, w hrabstwie Lancashire, w dystrykcie Lancaster. Leży 80 km na północ od miasta Manchester i 337 km na północny zachód od Londynu. W 2001 miejscowość liczyła 76 mieszkańców.